# داگنی برینجارسدوتیر
داگنی برینجارسدوتیر (انگلیسی: Dagný Brynjarsdóttir؛ زادهٔ ۱۰ اوت ۱۹۹۱) بازیکن فوتبال اهل ایسلند است.
از باشگاه‌هایی که در آن بازی کرده‌است می‌توان به باشگاه فوتبال زنان بایرن مونیخ و باشگاه فوتبال پورتلند تورنز اشاره کرد.
وی همچنین در تیم‌های ملی فوتبال Iceland women's national under-17 football team, Iceland women's national under-19 football team, Iceland women's national under-23 football team، و زنان ایسلند بازی کرده‌است.